# Planetetherium
Planetetherium — це вимерлий рід рослиноїдних планерних ссавців, ендемічних для Північної Америки під час палеогену, що жив від 56,8 до 55,4 млн років тому.

## Палеоекологія
Скам'янілості були виявлені в шарах, утворених стародавніми кипарисовими лісами, що свідчить про те, що це було улюблене місце проживання тварини.

## Морфологія
Плантетерій мав довжину близько 25 сантиметрів, а його скелет був дуже схожий на скелет його сучасних родичів. Його зуби вже включали гребінчасту структуру, характерну для сучасних кагуанів. Немає прямих доказів того, що планететерій мав шкірну мембрану, яка дозволяє ковзати сучасним кагуанам, але пропорції його тіла свідчать про те, що це, ймовірно, так.